# Børnene på Blågårds Plads
Børnene på Blågårds Plads er en dansk dokumentarfilm fra 2019 instrueret af Olivia Chamby-Rus.

## Handling
Filmen er instruktøren Olivia Chamby-Rus’ personlige, poetiske portræt af det multikulturelle og berygtede område ved Blågårds Plads i København. Gennem tre års optagelser lykkedes det hende at få unik adgang til børn og unge omkring pladsen og indfange livet, som det ser ud gennem deres øjne. Opvokset i Sverige med polske forældre og nu bosat i Danmark er instruktøren optaget af, hvad det vil sige at vokse op med flere kulturer. Gennem temaer som kulturforskelle, død, krop og identitet dykker hun i denne dokumentar ned i barndommen – som en tilstand, et sted og en periode. Børnene på Blågårds Plads er en film om barndom og om overgangen til voksenlivet, om at skubbe grænser, finde ud af hvem man er, hvem man gerne vil være, og hvor man hører til i verden.